# Prionus scabripunctatus
Prionus scabripunctatus är en skalbaggsart som beskrevs av Hayashi 1971. Prionus scabripunctatus ingår i släktet Prionus och familjen långhorningar.
Artens utbredningsområde är Taiwan. Inga underarter finns listade i Catalogue of Life.